# Merletto goriziano
Il merletto goriziano è un merletto a fuselli realizzato a mano in Friuli-Venezia Giulia  secondo tecniche definitesi nel corso del tempo nel contesto culturale e didattico del territorio goriziano.

## Caratteristiche
Il merletto goriziano è un prodotto artistico, unico o a numero limitato, pregevole dal punto di vista tecnico, che si distingue per la bellezza estetica (proporzioni, colori, particolari decorativi). Si contraddistingue per accuratezza, precisione, regolarità ed uniformità di esecuzione.
Viene realizzato rigorosamente a mano, utilizzando il tombolo e bastoncini sui quali viene avvolto il filo, detti fuselli.
La buona qualità esecutiva dipende dall'equilibrio nella tensione dei filati e dalla pulizia del manufatto. Viene prodotto prevalentemente con filati di buona qualità, che possono essere di fibre naturali (lino, cotone, seta, canapa), o sintetici (nylon, poliestere). I filati possono essere colorati o naturali.
Genericamente, più il filato è sottile più il merletto risulta impalpabile e viene considerato prezioso.
Per alcune lavorazioni più pregiate possono essere usati anche materiali metallici (oro, argento), che non solo sono preziosi, ma anche molto difficili da lavorare. Oggi talvolta vengono realizzati gioielli con la tecnica del tombolo e filati dorati o argentati. Si possono impreziosire anche con pietre preziose.

### Il punto
Oltre al punto Gorizia, possono essere utilizzati diversi altri punti: catenelle, pippiolini, allacciature a cordoncino, punto tela semplice e in tutte le sue varianti, punto tela antico, serpentino, mezzo punto, punti fiandra, punto fiandra a tre paia, ragnetti, stelline, incroci, punto stuoia e pesciolini, pesciolino cinese, retini vari, punto Belgio, punto rose, punto Bruxelles, punto tulle, salive, fiori, foglie.

## Storia
Le origini della produzione di merletti a Gorizia è legata all'arrivo in città dell'ordine religioso delle Orsoline, dal 1672.
L'insegnamento dell'arte del merletto era legato alla "scuola di fuori", aperta alla frequenza di tutte le ragazze dalla città sin dal Seicento..
Precedentemente Gorizia era stata un piccolo centro commerciale con retroterra agricolo, in cui mancava un ceto economicamente agiato fondato sul consolidamento delle attività artigianali e commerciali: per questi motivi non esistevano le condizioni di mercato, né quelle produttive, in grado di favorire un'attività artigianale del merletto. Tra il Seicento e il Settecento il borgo diventò un riferimento stabile per numerosi artigiani della seta, richiamati dalle agevolazioni dell'amministrazione imperiale. In questo contesto l'insediamento delle Orsoline, ordine religioso femminile improntato a un'attiva predicazione religiosa, fondata sull'operosità e sull'autosufficienza economica, si radicò nella locale comunità, diventando un punto di riferimento per la nobiltà goriziana, che vi affidava l'istruzione delle proprie giovani fanciulle.
Fu forse proprio la fondatrice del convento, madre Catherina Lambertina de Pauli Stravius (1633 -1693), proveniente da Liegi, ad introdurre nella scuola l'arte del merletto dal proprio paese natale, dove era già fiorente.
Sin dall'inizio i merletti venivano sicuramente venduti: nel 1679 fu registrata l'entrata, veramente cospicua, di 110 scudi "ricevuti di Vienna per merle".  
I primi merletti dovevano essere eseguiti ad ago: secondo le testimonianze le novizie lavoravano fino a notte, nel "silenzio della chiesa", mentre la lavorazione a tombolo produce un caratteristico ticchettio di sottofondo. Inoltre le monache lavoravano inginocchiate nella preghiera, posizione incompatibile con la lavorazione a tombolo.
La tradizione viene portata avanti con corsi tenuti nelle scuole introdotti dall'Impero austroungarico e organizzati dalla Scuola centrale di merletti di Vienna, a sua volta legata alla Wiener Werkstaette. Con il passaggio di Gorizia al Regno d'Italia, l'insegnamento del merletto a fuselli proseguì sotto l'amministrazione dei Regi corsi merletti. 
Dopo la seconda guerra mondiale, a partire dall'anno scolastico 1946-47, proseguirono i corsi di merletto scolastici, dal 1978 organizzati dalla Scuola dei corsi merletti di Gorizia, diffondendo la pratica in tutto il territorio della regione.

### Scuola dei corsi merletti di Gorizia
La struttura regionale "Scuola dei corsi merletti di Gorizia", nata nel 1978, svolge attività didattica in tutte e quattro le province del Friuli Venezia Giulia e si occupa inoltre della valorizzazione del proprio patrimonio e dell'organizzazione di mostre, convegni e concorsi settoriali.
La scuola è gestita dalla "Fondazione Scuola dei Merletti di Gorizia", fondata nell'aprile del 2013 dalla regione autonoma Friuli Venezia Giulia, assieme al comune, alla provincia e alla CCIAA di Gorizia, che ha come fine di proseguire l'attività didattica e di valorizzazione della scuola e di promuovere la conservazione e la divulgazione del sapere e della tradizione del merletto goriziano.
Primo presidente della fondazione è Carlo del Torre.

### Marchio registrato
Dal 2008, il merletto goriziano è  promosso e tutelato anche attraverso un marchio collettivo denominato "Merletto Goriziano- SCM- FVG". Il marchio può essere concesso in uso per merletti a fuselli realizzati a mano, nel territorio regionale del Friuli-Venezia Giulia, e nel rispetto della tradizione promossa e tutelata dalla Scuola dei merletti di Gorizia, che prevede accuratezza, precisione, regolarità ed uniformità della lavorazione.